# Pietro Francesco Galleffi
Pietro Francesco Galleffi (ur. 27 października 1770 w Cesenie, zm. 18 czerwca 1837 w Rzymie) – włoski kardynał.

## Życiorys
Był krewnym papieża Piusa VI, jednak nominację kardynalska otrzymał dopiero od jego następcy Piusa VII na konsystorzu 11 lipca 1803. W tym samym roku został też opatem komendatoryjnym Subiaco. W 1809 został internowany przez wojska napoleońskie i wywieziony do Francji. Cesarz Napoleon Bonaparte zabronił mu (podobnie jak kilkunastu innym kardynałom) noszenia oznak godności kardynalskiej. 1810-14 więziono go w Sedanie. Powrócił do Rzymu wraz z Piusem VII w 1814 i w następnych latach sprawował szereg funkcji kościelnych. Był kamerlingiem Kolegium Kardynałów (1814-18), prefektem Świętej Kongregacji Dyscypliny Zakonnej (1817-20), archiprezbiterem bazyliki watykańskiej (od 1820), prefektem Trybunału Sygnatury łaski (1823-24) i kamerlingiem Świętego Kościoła Rzymskiego (od 1824). Z racji pełnienia tej ostatniej funkcji odgrywał znaczącą rolę podczas konklawe 1829 i Konklawe 1830–1831. W 1819 konsekrowano go na tytularnego arcybiskupa Damaszku. Stopniowo wzrastała też jego ranga w Kolegium Kardynalskim. W 1820 został kardynałem-biskupem Albano, a w 1830 jako subdziekan św. Kolegium objął diecezję podmiejską Porto e Santa Rufina e Civitavecchia. Arcykanclerz Uniwersytetu Rzymskiego. Zmarł w wieku niespełna 67 lat.